# Batopilasia
Batopilasia es un género monotípico de plantas herbáceas, perteneciente a la familia Asteraceae. Su única especie: Batopilasia byei (S.D.Sundb. & G.L.Nesom) G.L.Nesom & Noyes, se encuentra en México.

## Taxonomía
Batopilasia byei fue descrita por (Ruiz y Pav.) Pers. y publicado en Sida 19(1): 81. 2000.
Sinonimia
- Erigeron byei S.D.Sundb. & G.L.Nesom basónimo[2]